# Ouranopithecus
Ouranopithecus – rodzaj ssaka naczelnego z rodziny człowiekowatych (Hominidae). 

## Występowanie
Ouranopithecus występował na terenie dzisiejszej Grecji w późnym miocenie.

## Etymologia
Ouranopithecus: gr. ουρανος „podniebienie”; πιθηκος pithēkos „małpa”.

## Podział systematyczny
Do rodzaju należały następujące gatunki:
- Ouranopithecus macedoniensis (Bonis, Bouvrain, Geraads & Melentis, 1974)
- Ouranopithecus turkae Güleç, Sevim, Pehlevan & Kaya, 2007